# Mistrzostwa Europy Juniorów w Saneczkarstwie 2012
33. Mistrzostwa Europy juniorów w saneczkarstwie 2014 odbyły się 27 – 28 stycznia w niemieckim Winterbergu. Zawodnicy rywalizowali w czterech konkurencjach: jedynkach kobiet, jedynkach mężczyzn, dwójkach mężczyzn i w drużynie.

## Terminarz
| Data             | Miejscowość | Konkurencja      | Złoto                                                          | Srebro                                                                              | Brąz                                                                      |
| ---------------- | ----------- | ---------------- | -------------------------------------------------------------- | ----------------------------------------------------------------------------------- | ------------------------------------------------------------------------- |
| 27 stycznia 2012 | Sigulda     | Jedynki kobiet   | Aileen Frisch                                                  | Katrin Rudolph                                                                      | Luzie Löscher                                                             |
| 27 stycznia 2012 | Sigulda     | Jedynki mężczyzn | Kevin Fischnaller                                              | Toni Gräfe                                                                          | Władimir Pitilimow                                                        |
| 10 stycznia 2014 | Sigulda     | Dwójki mężczyzn  | Niemcy Tim Brendel · Florian Funk                              | Rosja Jurij Kalinin · Siergiej Bielajew                                             | Słowacja Marian Zemanik · Jozef Petrulak                                  |
| 11 stycznia 2014 | Sigulda     | Drużynowe        | Niemcy Aileen Frisch · Toni Gräfe · Tim Brendel · Florian Funk | Rosja Jekatierina Baturina · Władimir Pitilimow · Jurij Kalinin · Siergiej Bielajew | Austria Miriam Kastlunger · Armin Frauscher · Thomas Steu · Lorenz Koller |

## Wyniki

### Jedynki kobiet
- Data / Początek: Piątek 27 stycznia 2012

| Medal | Zawodniczka          | Narodowość | Czas     | Strata |
| ----- | -------------------- | ---------- | -------- | ------ |
|       | Aileen Frisch        | Niemcy     | 1:28,126 | -      |
|       | Katrin Rudolph       | Niemcy     | 1:28,309 | +0,183 |
|       | Luzie Löscher        | Niemcy     | 1:28,638 | +0,512 |
| 4.    | Miriam Kastlunger    | Austria    | 1:28,870 | +0,744 |
| 5.    | Swietłana Tiunowa    | Rosja      | 1:28,919 | +0,793 |
| 6.    | Jekatierina Baturina | Rosja      | 1:28,935 | +0,809 |
| 7.    | Maria Messner        | Włochy     | 1:29,337 | +1,211 |
| 8.    | Olga Czuprowa        | Rosja      | 1:29,497 | +1,371 |
| 9.    | Jekaterina Katnikowa | Rosja      | 1:29,513 | +1,387 |
| 10.   | Veronika Figliarova  | Słowacja   | 1:29,705 | +1,579 |
| ...   | ...                  | ...        | ...      | ...    |
| 12.   | Natalia Wojtuściszyn | Polska     | 1:29,758 | +1,632 |
| 18.   | Natalia Biesiadzka   | Polska     | 1:30,432 | +2,306 |
| 24.   | Dagmara Bednarczyk   | Polska     | 1:31,639 | +3,513 |

### Jedynki mężczyzn
- Data / Początek: Piątek 27 stycznia 2012

| Medal | Zawodnik              | Narodowość | Czas     | Strata |
| ----- | --------------------- | ---------- | -------- | ------ |
|       | Kevin Fischnaller     | Włochy     | 1:52,416 | -      |
|       | Toni Gräfe            | Niemcy     | 1:52,479 | +0,063 |
|       | Władimir Pitilimow    | Rosja      | 1:52,519 | +0,103 |
| 4.    | Chris Eissler         | Niemcy     | 1:52,559 | +0,143 |
| 5.    | Georg Reumschüssel    | Niemcy     | 1:52,605 | +0,189 |
| 6.    | Florian Berkes        | Niemcy     | 1:52,879 | +0,463 |
| 7.    | Aleksander Peretjagin | Rosja      | 1:52,906 | +0,490 |
| 8.    | Emanuel Rieder        | Włochy     | 1:53,628 | +1,212 |
| 9.    | Aleksander Stepiczew  | Rosja      | 1:53,652 | +1,236 |
| 10.   | Marin Zemanik         | Słowacja   | 1:53,703 | +1,287 |
| ...   | ...                   | ...        | ...      | ...    |
| 24.   | Jakub Kowalewski      | Polska     | 1:57,333 | +4,917 |

### Dwójki mężczyzn
- Data / Początek: Piątek 27 stycznia 2012

| Medal | Zawodnicy                             | Narodowość | Czas     | Strata |
| ----- | ------------------------------------- | ---------- | -------- | ------ |
|       | Tim Brendel Florian Funk              | Niemcy     | 1:28,695 | -      |
|       | Jurij Kalinin Siergiej Bielajew       | Rosja      | 1:29,199 | +0,504 |
|       | Marian Zemanik Jozef Petrulak         | Słowacja   | 1:29,307 | +0,612 |
| 4.    | Iwan Wynnytskyj Oleg Fitel            | Ukraina    | 1:29,374 | +0,679 |
| 5.    | Josef Cikovsky Patrik Tomasko         | Słowacja   | 1:29,399 | +0,704 |
| 6.    | Thomas Steu Lorenz Koller             | Austria    | 1:29,921 | +1,226 |
| 7.    | Nicolae Sovaiala Alexandru Teodorescu | Rumunia    | 1:30,989 | +2,294 |
| 8.    | Kristens Putins Imants Marcinkevics   | Łotwa      | 1:31,045 | +2,350 |
| 9.    | Wołodymyr Buryy Anatolii Lehedza      | Ukraina    | 1:31,504 | +2,809 |
| 10.   | Andriej Bogdanow Andriej Miedwiediew  | Rosja      | 1:32,855 | +4,160 |

### Drużynowe
- Data / Początek: Piątek 27 stycznia 2012

| Medal | Zawodnicy                                                               | Narodowość | Czas     | Strata |
| ----- | ----------------------------------------------------------------------- | ---------- | -------- | ------ |
|       | Aileen Frisch/Toni Gräfe/Tim Brendel/Florian Funk                       | Niemcy     | 2:12,871 | -      |
|       | Jekatierina Baturina/Władimir Pitilimow/Jurij Kalinin/Siergiej Bielajew | Rosja      | 2:13,655 | +0,784 |
|       | Miriam Kastlunger/Armin Frauscher/Thomas Steu/Lorenz Koller             | Austria    | 2:14,123 | +1,252 |
| 4.    | Veronika Figliarova/Marin Zemanik/Jozef Cikovsky/Patrik Tomasko         | Słowacja   | 2:14,161 | +1,290 |
| 5.    | Ołena Stećkiw/Anton Dukacz/Iwan Wynnytskyj/Oleg Fitel                   | Ukraina    | 2:14,224 | +1,353 |
| 6.    | Madalina Rosca/Iulian Bunghez/Nicolae Sovaiala/Alexandru Teodorescu     | Rumunia    | 2:15,725 | +2,854 |
| 7.    | Alise Mitkus/Rihards Lozbers/Kristens Putins/Imants Marcinkevics        | Łotwa      | 2:16,801 | +3,930 |
| 8.    | Natalie Maag/Yannick Hunziker/Luca Hunziker/Christian Maag              | Szwajcaria | 2:19,343 | +6,472 |

## Klasyfikacja medalowa
| Miejsce | Państwo  |   |   |   | Razem |
| ------- | -------- | - | - | - | ----- |
| 1.      | Niemcy   | 3 | 2 | 1 | 6     |
| 2.      | Austria  | 1 | 0 | 0 | 1     |
| 3.      | Rosja    | 0 | 2 | 1 | 3     |
| =4.     | Austria  | 0 | 0 | 1 | 1     |
| =4.     | Słowacja | 0 | 0 | 1 | 1     |